# Haus am See
Haus am See (Duits: Huis aan het meer) is een single van Peter Fox. Het is afkomstig van zijn eerste soloalbum Stadtaffe (Stadsaap). Het album en de single dateren van 2008. De single werd pas na een jaar succesvol in Nederland en België en sleepte het album toen ook qua verkoopcijfers met zich mee.
De zanger stelt in de herfst zijn woonplaats enigszins nostalgisch voor met aan het eind van de straat een Haus am See (huis aan het meer). Hij gaat toch weg, heeft geluk in het spel, maar wil toch weer terug. Weer terug naar zijn Haus am See. De thuiskomst wordt gevierd met zijn 20 kinderen, zijn mooie vrouw en vrienden. Hij hoeft niet (meer) weg. Het nummer wordt in flink wandel- enigszins in mars gezongen, strak in ritme, de stemvoering bevindt zich tussen spreekstem en zang in.

## Achtergrond
De single haalde in thuisland Duitsland de 8e positie in 70 weken in de Duitse hitparade; verdere noteringen waren voor Oostenrijk (82 weken; hoogste notering positie 6) en Zwitserland (43 weken, hoogste notering positie 16).
In Nederland was de plaat in week 23 van 2009 Megahit op 3FM en werd een radiohit. De plaat bereikte de 17e positie in de Nederlandse Top 40 op Radio 538 en de 4e positie in de publieke hitlijst, de Mega Top 50 op 3FM.
In België bereikte de single de 8e positie in de Vlaamse Ultratop 50 en de 3e positie in de Vlaamse Radio 2 Top 30.

## Hitnoteringen

### Nederlandse Top 40
| Hitnotering: 13-06-2009 t/m 05-09-2009 | Hitnotering: 13-06-2009 t/m 05-09-2009 | Hitnotering: 13-06-2009 t/m 05-09-2009 | Hitnotering: 13-06-2009 t/m 05-09-2009 | Hitnotering: 13-06-2009 t/m 05-09-2009 | Hitnotering: 13-06-2009 t/m 05-09-2009 | Hitnotering: 13-06-2009 t/m 05-09-2009 | Hitnotering: 13-06-2009 t/m 05-09-2009 | Hitnotering: 13-06-2009 t/m 05-09-2009 | Hitnotering: 13-06-2009 t/m 05-09-2009 | Hitnotering: 13-06-2009 t/m 05-09-2009 | Hitnotering: 13-06-2009 t/m 05-09-2009 | Hitnotering: 13-06-2009 t/m 05-09-2009 | Hitnotering: 13-06-2009 t/m 05-09-2009 | Hitnotering: 13-06-2009 t/m 05-09-2009 |
| Week:                                  | 1                                      | 2                                      | 3                                      | 4                                      | 5                                      | 6                                      | 7                                      | 8                                      | 9                                      | 10                                     | 11                                     | 12                                     | 13                                     |                                        |
| -------------------------------------- | -------------------------------------- | -------------------------------------- | -------------------------------------- | -------------------------------------- | -------------------------------------- | -------------------------------------- | -------------------------------------- | -------------------------------------- | -------------------------------------- | -------------------------------------- | -------------------------------------- | -------------------------------------- | -------------------------------------- | -------------------------------------- |
| Positie:                               | 32                                     | 18                                     | 18                                     | 24                                     | 24                                     | 17                                     | 19                                     | 19                                     | 19                                     | 20                                     | 29                                     | 32                                     | 40                                     | uit                                    |

### Mega Top 50
| Hitnotering: 06-06-2009 t/m 24-10-2009 | Hitnotering: 06-06-2009 t/m 24-10-2009 | Hitnotering: 06-06-2009 t/m 24-10-2009 | Hitnotering: 06-06-2009 t/m 24-10-2009 | Hitnotering: 06-06-2009 t/m 24-10-2009 | Hitnotering: 06-06-2009 t/m 24-10-2009 | Hitnotering: 06-06-2009 t/m 24-10-2009 | Hitnotering: 06-06-2009 t/m 24-10-2009 | Hitnotering: 06-06-2009 t/m 24-10-2009 | Hitnotering: 06-06-2009 t/m 24-10-2009 | Hitnotering: 06-06-2009 t/m 24-10-2009 | Hitnotering: 06-06-2009 t/m 24-10-2009 | Hitnotering: 06-06-2009 t/m 24-10-2009 | Hitnotering: 06-06-2009 t/m 24-10-2009 | Hitnotering: 06-06-2009 t/m 24-10-2009 | Hitnotering: 06-06-2009 t/m 24-10-2009 | Hitnotering: 06-06-2009 t/m 24-10-2009 | Hitnotering: 06-06-2009 t/m 24-10-2009 | Hitnotering: 06-06-2009 t/m 24-10-2009 | Hitnotering: 06-06-2009 t/m 24-10-2009 | Hitnotering: 06-06-2009 t/m 24-10-2009 | Hitnotering: 06-06-2009 t/m 24-10-2009 | Hitnotering: 06-06-2009 t/m 24-10-2009 |
| Week:                                  | 1                                      | 2                                      | 3                                      | 4                                      | 5                                      | 6                                      | 7                                      | 8                                      | 9                                      | 10                                     | 11                                     | 12                                     | 13                                     | 14                                     | 15                                     | 16                                     | 17                                     | 18                                     | 19                                     | 20                                     | 21                                     |                                        |
| -------------------------------------- | -------------------------------------- | -------------------------------------- | -------------------------------------- | -------------------------------------- | -------------------------------------- | -------------------------------------- | -------------------------------------- | -------------------------------------- | -------------------------------------- | -------------------------------------- | -------------------------------------- | -------------------------------------- | -------------------------------------- | -------------------------------------- | -------------------------------------- | -------------------------------------- | -------------------------------------- | -------------------------------------- | -------------------------------------- | -------------------------------------- | -------------------------------------- | -------------------------------------- |
| Positie:                               | 18                                     | 5                                      | 12                                     | 13                                     | 15                                     | 4                                      | 7                                      | 8                                      | 8                                      | 11                                     | 13                                     | 15                                     | 29                                     | 41                                     | 46                                     | 43                                     | 56                                     | 67                                     | 62                                     | 56                                     | 76                                     | uit                                    |

### Vlaamse Ultratop 50
| Hitnotering: 20-06-2009 t/m 19-09-2009 | Hitnotering: 20-06-2009 t/m 19-09-2009 | Hitnotering: 20-06-2009 t/m 19-09-2009 | Hitnotering: 20-06-2009 t/m 19-09-2009 | Hitnotering: 20-06-2009 t/m 19-09-2009 | Hitnotering: 20-06-2009 t/m 19-09-2009 | Hitnotering: 20-06-2009 t/m 19-09-2009 | Hitnotering: 20-06-2009 t/m 19-09-2009 | Hitnotering: 20-06-2009 t/m 19-09-2009 | Hitnotering: 20-06-2009 t/m 19-09-2009 | Hitnotering: 20-06-2009 t/m 19-09-2009 | Hitnotering: 20-06-2009 t/m 19-09-2009 | Hitnotering: 20-06-2009 t/m 19-09-2009 | Hitnotering: 20-06-2009 t/m 19-09-2009 | Hitnotering: 20-06-2009 t/m 19-09-2009 | Hitnotering: 20-06-2009 t/m 19-09-2009 |
| Week:                                  | 1                                      | 2                                      | 3                                      | 4                                      | 5                                      | 6                                      | 7                                      | 8                                      | 9                                      | 10                                     | 11                                     | 12                                     | 13                                     | 14                                     |                                        |
| -------------------------------------- | -------------------------------------- | -------------------------------------- | -------------------------------------- | -------------------------------------- | -------------------------------------- | -------------------------------------- | -------------------------------------- | -------------------------------------- | -------------------------------------- | -------------------------------------- | -------------------------------------- | -------------------------------------- | -------------------------------------- | -------------------------------------- | -------------------------------------- |
| Positie:                               | 37                                     | 23                                     | 14                                     | 15                                     | 12                                     | 9                                      | 13                                     | 8                                      | 15                                     | 14                                     | 23                                     | 22                                     | 30                                     | 46                                     | uit                                    |

### Vlaamse Radio 2 Top 30
| Hitnotering: 18-07-2009 t/m 24-10-2009 | Hitnotering: 18-07-2009 t/m 24-10-2009 | Hitnotering: 18-07-2009 t/m 24-10-2009 | Hitnotering: 18-07-2009 t/m 24-10-2009 | Hitnotering: 18-07-2009 t/m 24-10-2009 | Hitnotering: 18-07-2009 t/m 24-10-2009 | Hitnotering: 18-07-2009 t/m 24-10-2009 | Hitnotering: 18-07-2009 t/m 24-10-2009 | Hitnotering: 18-07-2009 t/m 24-10-2009 | Hitnotering: 18-07-2009 t/m 24-10-2009 | Hitnotering: 18-07-2009 t/m 24-10-2009 | Hitnotering: 18-07-2009 t/m 24-10-2009 | Hitnotering: 18-07-2009 t/m 24-10-2009 | Hitnotering: 18-07-2009 t/m 24-10-2009 | Hitnotering: 18-07-2009 t/m 24-10-2009 | Hitnotering: 18-07-2009 t/m 24-10-2009 | Hitnotering: 18-07-2009 t/m 24-10-2009 |
| Week:                                  | 1                                      | 2                                      | 3                                      | 4                                      | 5                                      | 6                                      | 7                                      | 8                                      | 9                                      | 10                                     | 11                                     | 12                                     | 13                                     | 14                                     | 15                                     |                                        |
| -------------------------------------- | -------------------------------------- | -------------------------------------- | -------------------------------------- | -------------------------------------- | -------------------------------------- | -------------------------------------- | -------------------------------------- | -------------------------------------- | -------------------------------------- | -------------------------------------- | -------------------------------------- | -------------------------------------- | -------------------------------------- | -------------------------------------- | -------------------------------------- | -------------------------------------- |
| Positie:                               | 26                                     | 18                                     | 16                                     | 11                                     | 11                                     | 10                                     | 10                                     | 8                                      | 9                                      | 9                                      | 12                                     | 14                                     | 16                                     | 25                                     | 29                                     | uit                                    |

### NPO Radio 2 Top 2000
| Nummer met noteringen in de NPO Radio 2 Top 2000 | '09  | '10  | '11 | '12 | '13 | '14 | '15 | '16 | '17 | '18 | '19 | '20 | '21 | '22 | '23 | '24 |
| ------------------------------------------------ | ---- | ---- | --- | --- | --- | --- | --- | --- | --- | --- | --- | --- | --- | --- | --- | --- |
| Haus am See                                      | 1730 | 1163 | 284 | 194 | 184 | 214 | 199 | 279 | 287 | 276 | 329 | 317 | 319 | 299 | 318 | 246 |

1. ↑  Een vetgedrukt getal geeft de hoogste notering aan.
2. ↑  2009 was het eerste jaar met een notering voor dit nummer.